# Бренье, Луи Жак
Луи Жак Бренье (фр. Louis Jacques Bresnier; 1814—1869) — французский ориенталист.

## Биография
Луи Жак Бренье родился 11 апреля 1814 года в департаменте Луары в городе Монтаржи.
Самоучкой приступил к изучению восточных языков и в короткое время сделал такие успехи, что смог посещать лекции Марселя, Антуана Исаака Сильвестра де Саси и др., и таким образом основательно изучил арабский язык и литературу. 
Когда французское правительство решило учредить в Алжире кафедру арабского языка, то оно в 1836 году пригласило Бренье, где последний сделался одним из лучших педагогов. 
Луи Жак Бренье умер 21 июня 1869 года в Алжире.

## Избранная библиография
- «Cours pratique et théorique de la langue arabe» (2 изд., Алжир, 1855);
- «Anthologie arabe élémentaire» (Алжир, 1852);
- «Chrestomathie arabe» (2 изд., Алжир, 1856);
- «Principes de la langue arabe» (Алжир, 1867).